# アメリカン航空1502便墜落事故
アメリカン航空1502便墜落事故（アメリカンこうくう1502びんついらくじこ）は、1961年1月28日に発生した航空事故である。アイドルワイルド空港を離陸して訓練飛行を行っていたアメリカン航空1502便（ボーイング707-123）がニューヨーク州モントーク沖から5マイル（8.0km）の大西洋に墜落し、乗員6人全員が死亡した。

## 事故機
事故機のボーイング707-123（N7502A）は1958年11月2日に初飛行し、1959年1月23日にアメリカン航空に納入された。エンジンはプラット・アンド・ホイットニー JT3C-6を搭載しており、航空機の価格は約500万ドルであった。

## 事故の経緯
1502便は午前11時（UTC-4）に快晴のアイドルワイルド空港を離陸した。57分後、同機は最後の無線通信を行った。
午後0時20分(UTC-4)、モントーク・ハイウェイを走行していた男性は、頭上およそ100フィートを60-70度の降下姿勢で通過する1502便を目撃した。1502便が砂丘の奥に姿を消したので男性は車をハイウェイの脇に寄せた。ハイウェイにはモントークの漁師の男性もおり、1502便のエンジンは燃えていて、墜落前に1502便は何度も回転し、その後真っ直ぐになっていたと話した。1502便は左翼を下げた急姿勢のままナピーグビーチ沖の浅瀬に墜落し、乗員6人全員が死亡した。救急隊が現場に駆けつけると、機体は広範囲に分断されており、座席の一部は墜落の衝撃で真っ二つになっていたという。
この事故は、過去2年間にニューヨーク首都圏で起きた最新型ジェット機の事故としては4件目で、この事故までで計149人の人命が失われた。この中には、前月に発生し当時世界最大の航空事故であった1960年ニューヨーク空中衝突事故も含まれている。

## 事故原因
事故発生時、乗員はエンジン停止と再始動、峡谷へのアプローチ、またはエンジンの上昇操作を行っている途中であった可能性があった。峡谷へのアプローチの手順ではフラップを30度に設定する必要があり、残骸はこの設定を裏付けるものと思われた。しかし、制御不能の原因を特定するための決定的な証拠はなかった。そのため、FAAは公式に「原因不明の操縦不能」と事故原因を推定している。さらに、墜落時に2基のエンジンが作動しなかったことも考察されたが、簡潔な証明はできなかった。この事故と1959年にロングアイランド上空でアメリカン航空のボーイング707が訓練飛行中に墜落した事故により、FAAはすべてのボーイング707の飛行乗務員に対して同じ翼の2つのエンジンが故障した状態で着陸の訓練を行うことを義務付けないこととした。